# Lac d'Orient
Vous lisez un « bon article » labellisé en 2010.  Il fait partie d'un « bon thème ».
Le lac d'Orient ou lac-réservoir Seine est un lac du Nord-Est de la France, situé dans le département de l'Aube, en région Grand Est. Grâce à ses 23 km2 de superficie et ses 205 Mm3 de capacité normale, il est le troisième plus grand lac artificiel de France métropolitaine, après le lac du Der-Chantecoq et le lac de Serre-Ponçon et devant le lac de Sainte-Croix.
Il est l'un des quatre grands lacs de Seine, qui furent conçus dans le but de protéger Paris des inondations. Construit en dérivation de la Seine, dans les années 1950 et 1960, il fut mis en service en 1966. Au même titre que les lacs voisins Amance et du Temple, il fait partie du parc naturel régional de la forêt d'Orient, d'où provient son nom.

## Géographie

Carte du lac d'Orient.

Le lac d'Orient est situé en Champagne humide à 12 km à l'est de Troyes, au sein du département de l'Aube (Champagne-Ardenne), au cœur de la forêt d'Orient. Cette forêt, qui donna au lac son nom, tire le sien des Templiers, qui possédaient au Moyen Âge une partie du site. Le lac est géré, comme les quatre autres grands lacs de Seine que sont le lac de Pannecière, le lac du Der-Chantecoq, le lac Amance et le lac du Temple, par un établissement public territorial de bassin appelé l'« Institution interdépartementale des barrages-réservoirs du bassin de la Seine » (IIBRBS).
Le lac est entouré par trois villages de l'aire urbaine troyenne (172 497 habitants en 1999) : Géraudot, Lusigny-sur-Barse et Mesnil-Saint-Père, respectivement peuplés de 290, 1 668 et 385 habitants, en 2007. Il se situe également sur le territoire de Dosches, Montiéramey et Piney. Ces communes appartiennent aux cantons de Lusigny-sur-Barse et Piney.
Sa profondeur maximale est de 18,7 m cependant celle-ci varie selon l'état de remplissage du lac, qui ne cesse d'évoluer tout au long de l'année, au fil des saisons. Son étanchéité est assurée par une couche d'argile de l'albien, naturellement affleurante dans la région (albien tire d'ailleurs son nom de la rivière Aube). Même s'il ne comprend pas la moindre île, le lac compte huit presqu'îles (dont la principale est celle de la Petite Italie) et une douzaine d'anses, plus ou moins grandes et toutes situées dans la partie septentrionale du lac.

## Hydrologie
D'une superficie de 2 300 hectares, le lac a une capacité de remplissage de 205 millions de m3. Il est fermé par cinq digues en terre (celles de Géraudot, Chavaudon, Beaumont, la Morge et Mesnil-Saint-Père) d'une longueur totale de 5,7 km, mesurant jusqu'à 25 m de hauteur.
Du 1er novembre au 30 juin, l'eau est prélevée dans la Seine, en aval de Bar-sur-Seine à l'aide d'un canal d'amenée long de 13 km, alors que le fleuve est à son plus haut niveau. Lors des crues, une quantité d'eau supplémentaire est prélevée afin de les atténuer, c'est l'« écrêtement des crues ». À partir du 1er juillet et jusqu'au 31 octobre, voire plus tard en cas de sécheresse, l'eau est rendue à la Seine lorsqu'elle est en étiage, c'est-à-dire son niveau le plus bas. Cette action s'appelle le « soutien d'étiage ». La restitution de ces eaux se fait en amont de Troyes grâce au canal de restitution, nommé canal de la Morge, avant qu'il ne se divise en deux au niveau de la commune de Ruvigny, devenant au nord le canal de Baires et au sud le canal de Saint-Julien. La longueur de ces canaux est de 24,6 km. Le 1er novembre, il ne reste ainsi dans le lac, plus que 18,6 millions de m3, représentant la « tranche morte » (niveau d'eau essentiel à la survie des poissons) et la « tranche de réserve », en cas d'étiage prolongé lors des mois de novembre et décembre,.
Tous les dix ans, une vidange exceptionnelle est réalisée pour la vérification des ouvrages d'art. À cette occasion, il est possible de voir les constructions immergées lors de la mise en eau (anciennes digues d'étangs, ruines des briqueteries, etc.), mais aussi les détritus que certaines personnes y abandonnent. La dernière vidange globale a eu lieu en 2008.

## Climat
Le climat local est entre le climat continental et le climat océanique dégradé. Avec moins d'ensoleillement et de jours de pluie qu'au niveau national, autant de jours d'orage et de neige et un peu plus de brouillard, la Champagne humide auboise possède un climat assez doux, bien que son record de froid de 1971 soit de −25,2 °C et que son record de chaleur, qui date de la canicule de 2019, soit de 41,8 °C.
| Mois                                       | Janv  | Fév   | Mars  | Avr  | Mai  | Juin | Juil | Août | Sept | Oct  | Nov   | Déc   | Année |
| ------------------------------------------ | ----- | ----- | ----- | ---- | ---- | ---- | ---- | ---- | ---- | ---- | ----- | ----- | ----- |
| Record des températures maximales (°C)     | 16,2  | 22,1  | 26,1  | 29,2 | 33,3 | 37,9 | 41,8 | 40,6 | 35,0 | 30,3 | 23,0  | 19,0  | 41,8  |
| Températures maximales moyennes (°C)       | 5,8   | 7,5   | 11,6  | 14,5 | 19,0 | 22,1 | 25,2 | 25,2 | 21,1 | 16,0 | 9,7   | 6,9   | 15,4  |
| Températures minimales moyennes (°C)       | -0,3  | -0,2  | 2,0   | 3,3  | 7,3  | 10,4 | 12,4 | 12,0 | 9,4  | 6,5  | 2,5   | 1,0   | 5,6   |
| Record de température minimale (°C)        | -25,2 | -25,0 | -15,4 | -6,2 | -3,5 | 0,4  | 1,6  | 1,1  | -1,9 | -7,0 | -11,1 | -21,0 | -25,2 |
| Moyennes mensuelles de précipitations (mm) | 51    | 47    | 51    | 51   | 61   | 58   | 48   | 49   | 55   | 64   | 52    | 64    | 653   |

## Histoire

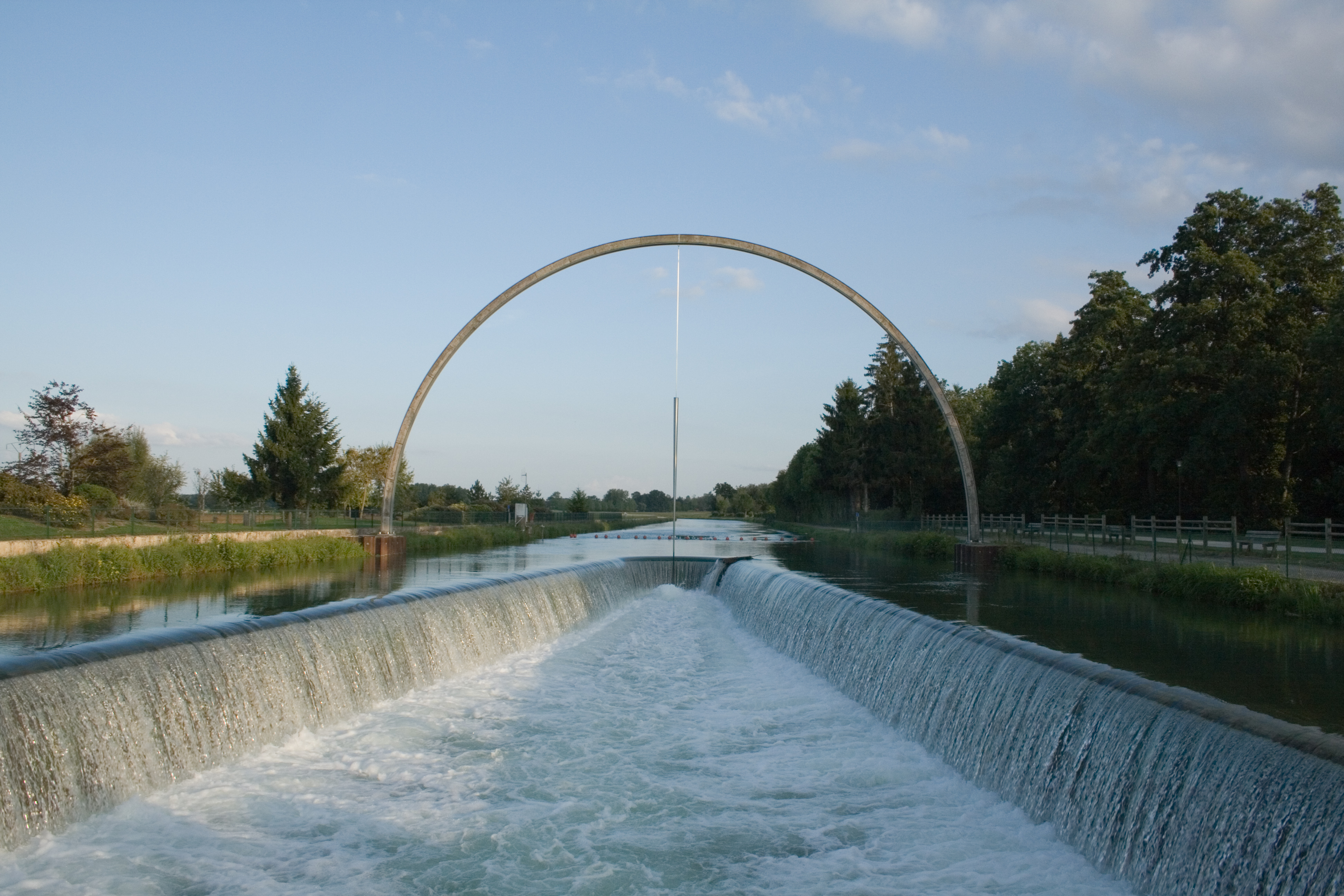
Le canal de la Morge, à Lusigny.

En 1910, une importante crue de la Seine inonde Paris. Le département de la Seine projette alors la construction, en amont, d'un réservoir capable d'accumuler les eaux superflues de la Seine, en hiver, et la rendre au fleuve en été. Les sols étanches de la Champagne humide et du Morvan étant parfaitement adaptés à la création d'un tel lac, l'idée de construire une réserve d'eau au milieu de la forêt d'Orient naquit. Cependant, dans les années 1930, la classe politique locale s'opposa farouchement à ce « projet parisien » qui devait détruire une partie importante de la forêt auboise, qui possédait à l'époque un fort potentiel économique et était considérée par certains comme « la plus belle forêt de chênes de tout l'Est de la France ».
En 1949, le lac de barrage de Pannecière, construit pour ces raisons, est inauguré dans le Morvan, sur l'Yonne.
À la suite des nouvelles crues de la Seine de l'été 1951, le projet renaît en 1952. Sans aucune concertation avec les Aubois, les travaux débutèrent le 18 novembre 1959. Six ans plus tard, le 29 mars 1966, le lac alors appelé lac de Lusigny fut inauguré, en présence du ministre de l'Équipement, Edgard Pisani. L'ensemble du lac d'Orient constitué du lac, de canaux, de digues et de ponts s'étendait alors sur le territoire de 19 communes.
En 1967, le conseil général de l'Aube, qui a acquis trois ans auparavant l'exploitation touristique et sportive du lac, décide lui donner le nom de « lac de la forêt d'Orient », à la place de « lac-réservoir Seine », un nom plus touristique qui visait aussi à faire disparaître l'appellation lac de Lusigny, trop réductrice. Cependant de nos jours, même le parc naturel régional emploie le nom « Lac d'Orient ».
Le 7 mai 2013, la cote de remplissage du lac d'Orient est devenu maximale de manière exceptionnelle. L'établissement public territorial de bassin décide de continuer le remplissage des lacs d'Orient, Temple et Amance dans une limite de 50 cm de hauteur. De ce fait, à 8 h, le volume d'eau potentiellement absorbable de la crue du lac d'Orient a atteint 218,16 millions de m3 sur les 219,50 millions de m3 de capacité d'eau absorbable. Le prélèvement a été arrêté à 23 h. À la suite de cette crue, plusieurs communes dont Buchères, Verrières et Bréviandes ont été frappées par des inondations.

La crue vue depuis la forêt du Petit-Orient, sur le chemin de la vélovoie des lacs.

## Faune et flore

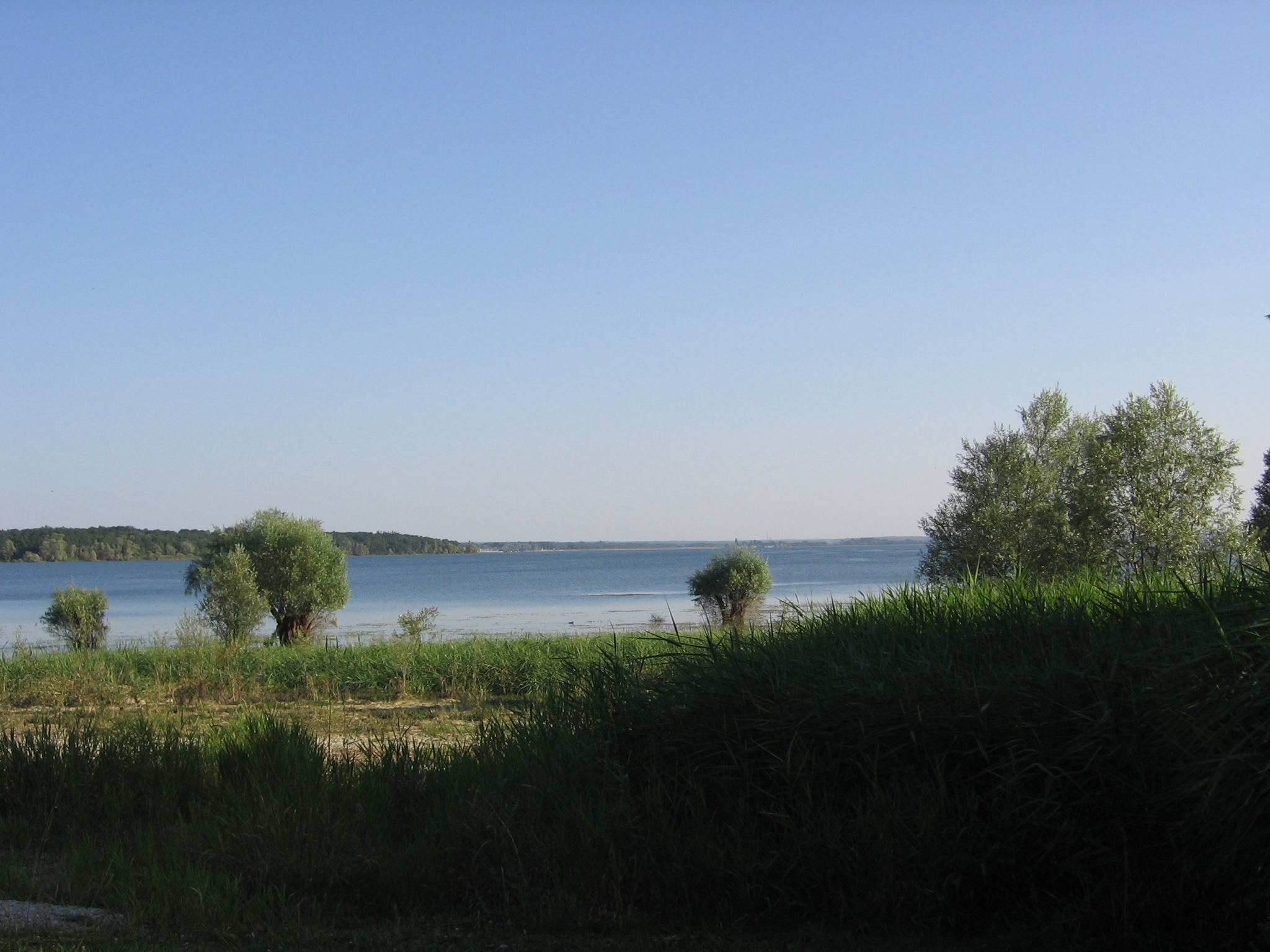
Vue sur la végétation et le lac.

Le lac d'Orient est classé zone spéciale de conservation par le réseau Natura 2000 depuis septembre 1986, au même titre que le lac Amance et le lac du Temple, dans un ensemble appelé « Lacs de la forêt d'Orient », regroupant 21 communes, sur une superficie de 23 575 ha. Ce site est reconnu comme étant « un vaste territoire constitué de plusieurs types de milieux (grands massifs forestiers, lacs, nombreux étangs, prairies, cultures) en très bon état de conservation » d'après Natura 2000. Il est également, avec le lac du Der-Chantecoq, un complexe d'un grand intérêt ornithologique (migration ou nidification). Il fait également partie du parc naturel régional de la forêt d'Orient, un des cinq premiers de France, sa création remontant à 1970. Il est aussi sur le territoire de la Réserve naturelle nationale de la forêt d'Orient.
Le réseau Natura 2000 recense sur le site 107 espèces d'oiseaux, parmi lesquels la grue cendrée et plusieurs espèces d'aigrettes, barges, bécasses, bécasseaux, bécassines, busards, canards, chevaliers, cigognes, cygnes, faucons, fuligules, goélands, grèbes, guifettes, harles, hérons, milans, mouettes, oies, pics, plongeons, pluviers ou encore de sarcelles. Pour la majorité de ces oiseaux, dont plusieurs sont protégés, les lacs sont une étape migratoire, un lieu d'hivernage ou de reproduction. La réserve naturelle de la forêt d'Orient dénombre quant à elle 212 espèces d'oiseaux (dont 5 accidentelles). On trouve à proximité du lac plus de 900 espèces d'insectes : 531 coléoptères, 295 lépidoptères, 45 d'odonates, 19 orthoptères, 14 trichoptères, deux éphéméroptères et un dermaptère. 41 espèces de mammifères (dont 11 de chauve-souris et le chat forestier), 11 espèces d'amphibiens (dont le sonneur à ventre jaune) et 5 de reptiles (tel le lézard vivipare) y sont recensées. 17 espèces de poissons peuplent le lac dont le gardon, la tanche, la perche, la truite, le sandre et la carpe. La pêche à la carpe de nuit séduit d'ailleurs de nombreux touristes tous les ans.
Un « espace faune » a été créé sur les 89 ha de la presqu'île de Luxembourg-Piney. Cet espace dispose de trois observatoires pour y découvrir, en semi-liberté, les mammifères vivant en forêt d'Orient : cerfs, chevreuils, sangliers mais aussi quelques aurochs de Heck, élans et tarpans konik polski.
Sur le plan de la flore, on compte dans la réserve plus de 400 espèces de plantes dans les forêts environnantes, dont 176 dues à l'existence des lacs. Quelques espèces remarquables y sont présentes comme la pulicaire vulgaire, l'alisma à feuilles de graminée, limoselle aquatique, germandrée scorodoine. 531 espèces de champignons, 41 de bryophytes et 11 de ptéridophytes y sont également répertoriées.

## Tourisme

### Infrastructures

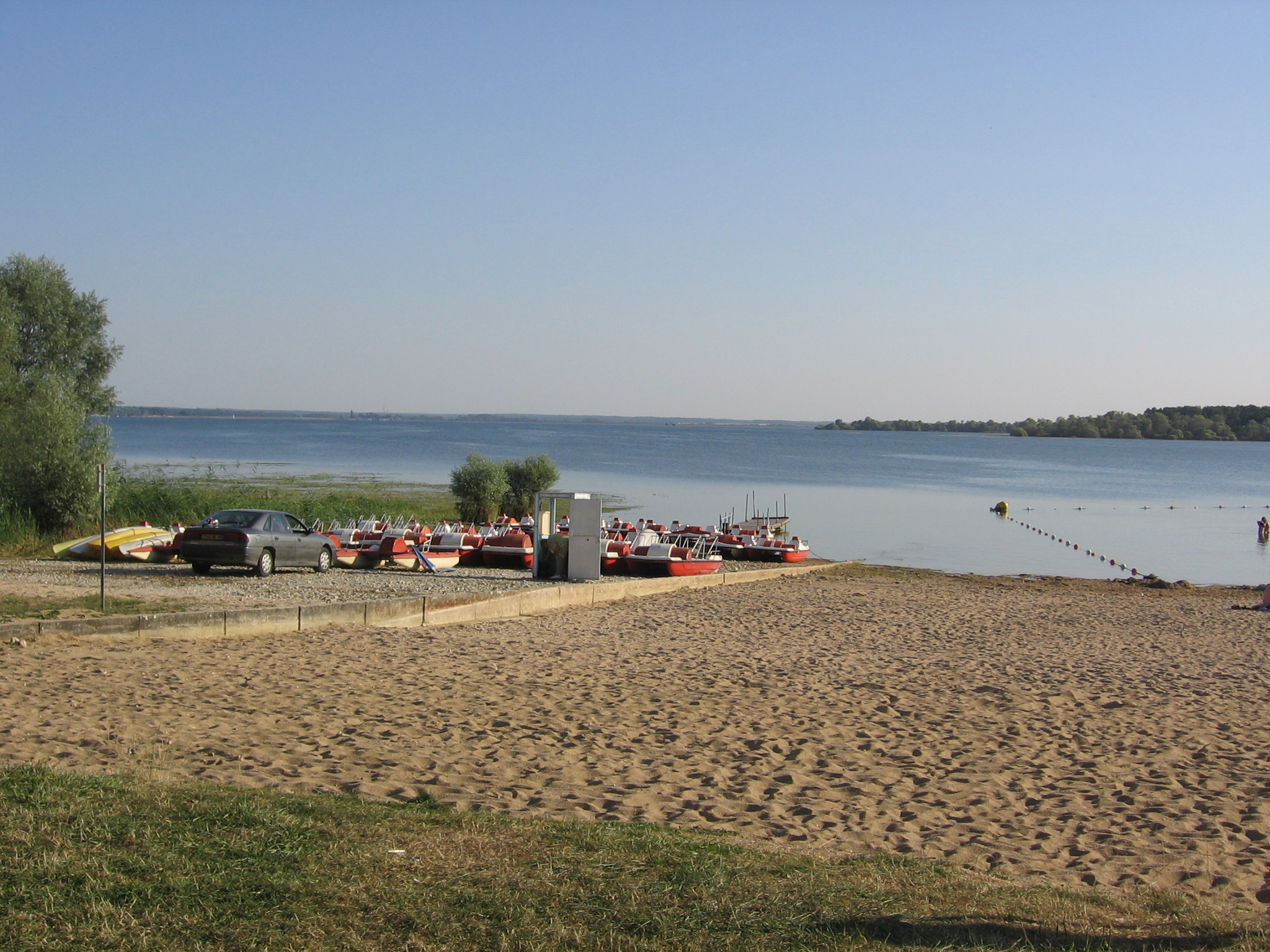
Des pédalos, sur la plage de Géraudot.

Le lac est accessible par l'autoroute A5 en provenance des villes de Troyes (Paris) et Chaumont (Lyon) ainsi que par l'ancienne route nationale 19, aujourd'hui route départementale 619. L'aéroport le plus proche est celui de Troyes-Barberey.
Il est entièrement réservé à la baignade et à la voile, les moteurs sont en effet interdits sur le lac. Il est équipé d'un port de plaisance, situé à Mesnil-Saint-Père, à proximité d'une des trois plages que compte le lac, les autres étant celles de Lusigny et Géraudot. D'autres lieux sont également aménagés pour le départ d'embarcations, notamment à l'« école départementale de voile » située sur la presqu'île de la Picarde et aux autres écoles de voile. Durant le printemps et l'été, il est possible d'y pratiquer de nombreux loisirs aquatiques tels que la plongée sous-marine, le canoë-kayak, le pédalo, la planche à voile ou encore le quillard.
Une voie verte, la Vélovoie des lacs relie depuis 2003 Saint-Julien-les-Villas à la périphérie de l'agglomération de Troyes et Dienville,, longeant le canal de Saint Julien, le canal de Morge, les rives du lac d'Orient puis celles du lac du Temple soit 42 km. Cet aménagement se prolonge par la voie verte de la Seine de 13 km ouverte en 2015 qui traverse l'agglomération de Troyes elle-même reliée à une autre voie verte de 27 km le long du canal de la Haute-Seine réalisée en 2009 formant ainsi un ensemble continu de 80 km dont le prolongement, à l'ouest vers Nogent-sur-Seine, au nord-est vers le parcours cyclable du lac du Der et Saint-Dizier, est programmé.
Pour l'hébergement, plusieurs campings, gîtes, chambres d'hôtes et hôtels se situent à proximité du lac.

### Aux environs

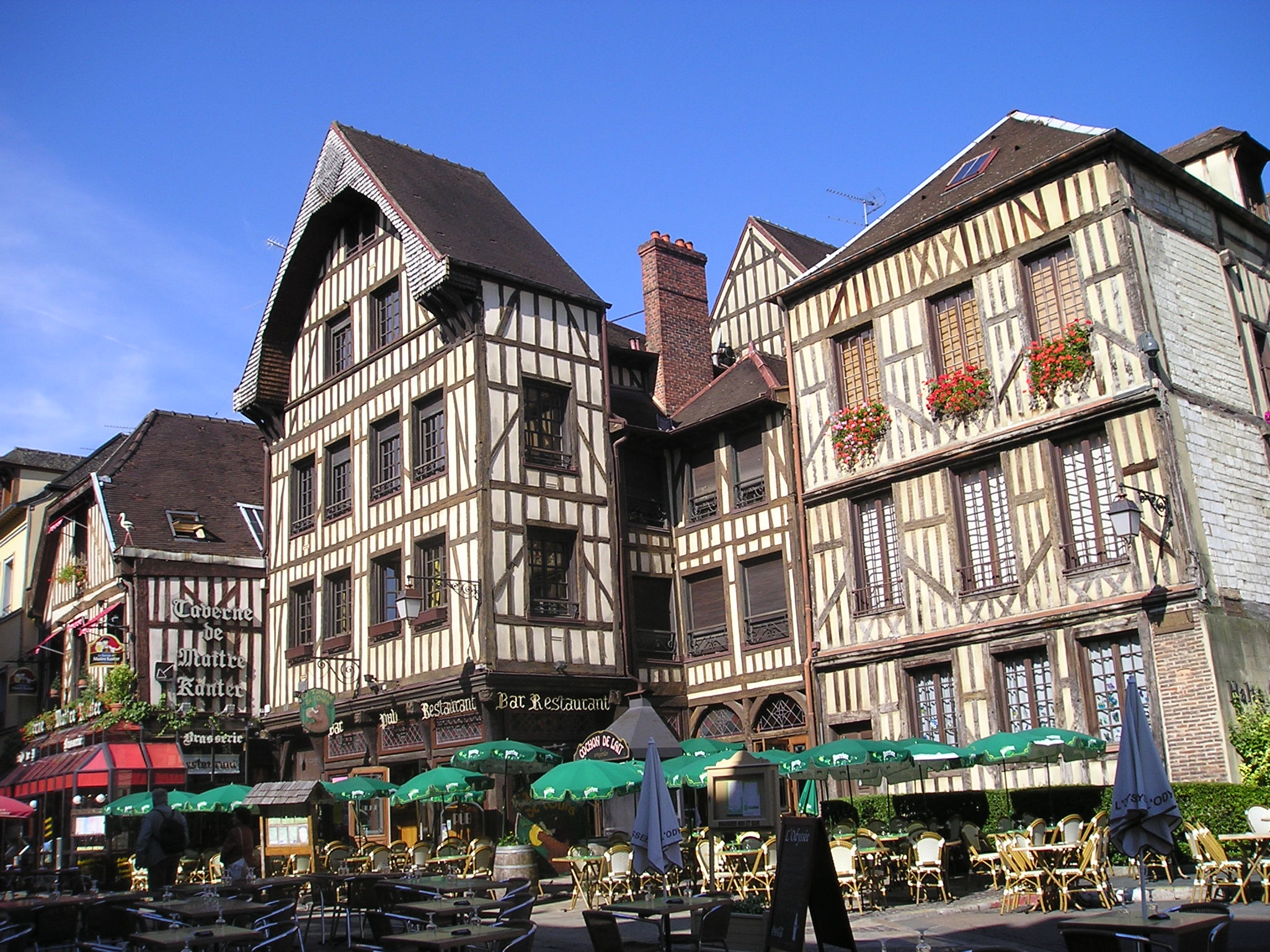
Maisons typiques du centre-ville troyen.

Le lac se situe donc dans le parc naturel de la forêt d'Orient, qui accueille aussi les lacs Amance et du Temple, réservés au motonautisme et au loisir de la pêche. Au-delà du parc, la ville de Troyes, préfecture du département, est connue pour son centre-ville doté d'un riche patrimoine médiéval et ses magasins d'usines, d'une certaine manière héritiers des foires de Champagne qui la rendirent prospère aux XIIe et XIIIe siècles.
À l'est du lac se trouve le parc d'attraction Nigloland, qui a attiré plus de 655 000 visiteurs durant la saison 2018, et qui se place à la 5e position des parcs d'attractions de France en termes de fréquentation. 
Au Sud, le vignoble de Champagne de la côte des bar se situe à quelques dizaines de kilomètres du lac. On y trouve notamment le village d'Essoyes où a vécu le peintre Pierre-Auguste Renoir. Sa maison familiale, son atelier et son jardin, ainsi qu'un espace culturel dédié sont ouverts au public. Le maître repose désormais dans le cimetière communal et partage sa sépulture avec deux de ses enfants, l'acteur Pierre Renoir et le grand cinéaste Jean Renoir. 
Un peu plus loin, se trouve le mémorial Charles-de-Gaulle de Colombey-les-Deux-Églises. 
Sur le plan ornithologique, à un peu plus de 50 km de là, le lac du Der-Chantecoq est réputé pour les grues cendrées qui y transitent par dizaines de milliers chaque automne. Séduisant près d'un million de visiteurs par an, il est lui aussi un des grands lacs de Seine construits pour protéger Paris des crues.